# Vuelve
Vuelve é o quarto álbum de estúdio do cantor porto-riquenho Ricky Martin. A Sony Music e a Columbia Records o lançaram em 12 de fevereiro de 1998. Martin trabalhou com os produtores KC Porter, Robi Draco Rosa e Desmond Child na criação.
Após o sucesso mundial da música "María" de seu álbum anterior, A Medio Vivir (1995), Martin voltou ao estúdio e começou a gravar material durante a turnê promocional. Vuelve é um disco latino com canções de dance music e baladas pop. "María" chamou a atenção da FIFA, que pediu a Martin que escrevesse um hino para a Copa do Mundo FIFA de 1998, que ocorreu na França. Posteriormente, ele gravou "La Copa de la Vida", composta por Porter, Rosa e Desmond Child.
Vuelve gerou seis singles, a saber: sua faixa-título, "Vuelve", "La Copa de la Vida", "La Bomba", "Perdido Sin Ti", "Por Arriba, Por Abajo" e "Casi un Bolero". "Vuelve" e "Perdido Sin Ti" alcançaram o primeiro lugar na Billboard Hot Latin Songs dos Estados Unidos, enquanto "La Copa de la Vida" tornou-se um sucesso internacional na Europa e na América do Sul. Para promoção, Martin embarcou na turnê mundial Vuelve apresentando-se na Ásia, Austrália, Europa, México, América do Sul e Estados Unidos.
As resenhas dos críticos especializados em música foram em maioria favoráveis; eles elogiaram suas faixas uptempo e sua produção, embora alguns o criticassem por conter muitas baladas. Martin recebeu vários prêmios, incluindo o Grammy Award para Melhor Álbum Pop Latino no 41º Grammy Awards, em 1999.
Comercialmente, estreou em primeiro lugar na parada de álbuns latinos da Billboard dos EUA e alcançou a posição quarenta na Billboard 200. A performance de Martin em "La Copa de la Vida" durante a premiação foi creditada por aumentar as vendas do álbum. A Recording Industry Association of America (RIAA) o certificou como disco de platina, e as vendas superaram mais de 888.000 cópias nos Estados Unidos, posicionando-se como o 10º álbum latino mais vendido no país. Na Noruega, Portugal e Espanha, apareceu no topo das tabelas e em sete outros países, incluindo Austrália e Itália, apareceu no top 10. Em 2008, o álbum tinha vendido mais de seis milhões de cópias em todo o mundo.

## Bastidores e gravação
Em 1995, Ricky Martin lançou seu terceiro álbum de estúdio, A Medio Vivir, que apresenta mudanças em relação a suas composições tradicionais no estilo balada para uma fusão mais arriscada de música focada em sonoridades tradicionais latinas, exemplificados na música "María". Surpresos com o estilo musical totalmente diferente, os executivos de sua gravadora sentiram que a música arruinaria a carreira de Martin. Apesar disso, "María" foi escolhida como o segundo single do álbum e se tornou um grande sucesso, alcançando o primeiro lugar na França, Espanha, Alemanha, Bélgica, Holanda, Suíça, Finlândia, Itália, Turquia e toda a América do Sul. A Medio Vivir vendeu mais de três milhões de cópias em todo o mundo. "María" chamou a atenção da FIFA. Eles contataram Martin no meio de sua turnê e pediram que ele escrevesse um hino para a Copa do Mundo de 1998; Martin posteriormente gravou "La Copa de la Vida" composta por KC Porter, Desmond Child e outro ex-membro do Menudo Robi Draco Rosa. De acordo com o vice-presidente de marketing da Sony Music Europe, Richard Ogden, a FIFA escolheu Martin porque ele "exemplificou todos os ideais que os organizadores do famoso torneio de futebol queriam que tentássemos incorporar na música".
Durante a turnê em 1997, Martin voltou ao estúdio e começou a gravar material para seu quarto álbum de estúdio. Ele disse que a experiência de fazer turnês e gravar ao mesmo tempo foi "brutal e incrivelmente intensa". Em 7 de dezembro de 1997, Martin confirmou que estava concluindo seu próximo projeto e que o álbum seria lançado em fevereiro do ano seguinte. Ele trabalhou com os produtores Porter e Rosa, e gravou em estúdios dos Estados Unidos, Porto Rico e Espanha. O título do álbum foi anunciado em 25 de janeiro de 1998. Em entrevista à CNN en Español, ele enfatizou que iria "reafirmar a internacionalização da minha carreira e sei que vai me ajudar muito a destruir os estereótipos que pode existir com a minha cultura".

## Composição e letras
Vuelve é um álbum latino composto por 14 canções, consistindo principalmente em números de dance music latina e baladas pop "melodramáticas". As faixas uptempo "Lola, Lola" e "La Bomba" misturam os estilos musicais de salsa e rumba com jazz, rock e pop. Em "Por Arriba, Por Abajo", Martin pede aos santos que façam sua namorada dançar com ele. É uma faixa influenciada pelo samba, acompanhada por cantos africanos e "soprados de trompas intensas". "La Bomba" é influenciada pela dança porto-riquenha de mesmo nome; suas letras discutem como o cantor fica "bêbado" com o ritmo da música. A faixa apresenta o músico cubano Paquito Hechavarría no piano. "Lola, Lola" é um número uptempo, no qual o cantor fala sobre as mulheres que deseja. A faixa-título, escrita pelo cantor e compositor venezuelano Franco De Vita, é uma canção de amor "sensual" com um refrão gospel e na qual o narrador implora a sua amada para retornar, pois é ela que dá sentido à sua vida. Em uma entrevista de 2007 para o Estúdio Billboard, De Vita lembrou que estava escrevendo a música por 10 anos quando Martin o pediu para compor uma faixa para o álbum. "Corazonado" e "Perdido Sin Ti" são baladas com "narrativas dolorosas e de ritmo mais lento", a última faixa citada apresenta um "um gancho sonhador e uma sensação de fervor". "Casi un Bolero" é um bolero sobre um artista "obcecado com seu próprio coração partido e ameaçando morrer se sua amante não voltar". Uma versão instrumental da música foi gravada e serve como faixa de encerramento.
"Hagamos el Amor" é uma balada orquestrada com um arranjo de cordas e um piano "taciturno". "La Copa de la Vida", é um samba com vários instrumentos, incluindo sinos, apitos, buzinas, trompetes e percussão. Na música, Martin declara que a vida é uma competição onde é preciso "sonhar ser o campeão". "Así es la Vida" é tão "abertamente pop quanto romântica" e inclui um coral de fundo. Martin gravou dois covers em espanhol para o álbum: " Marcia Baila" e "Gracias por Pensar en Mi". Les Rita Mitsouko interpretou originalmente "Marcia Baila" e foi um sucesso na França na década de 1980. "Gracias por Pensar en Mi" é uma adaptação de "A Via Láctea" da Legião Urbana do álbum A Tempestade ou O Livro dos Dias (1996). Renato Russo tinha escrito meses antes de morrer de AIDS. O narrador de "Gracias por Pensar en Mi" é uma pessoa que está prestes a morrer. Vuelve também apresenta a música "No Importa la Distancia", a versão em espanhol de "Go the Distance" de Michael Bolton do filme Hércules, de 1997. Foi lançado como single para a edição latino-americana da trilha sonora de Hércules em 1997 e alcançou a décima posição na parada Latin Pop Airplay.

## Singles

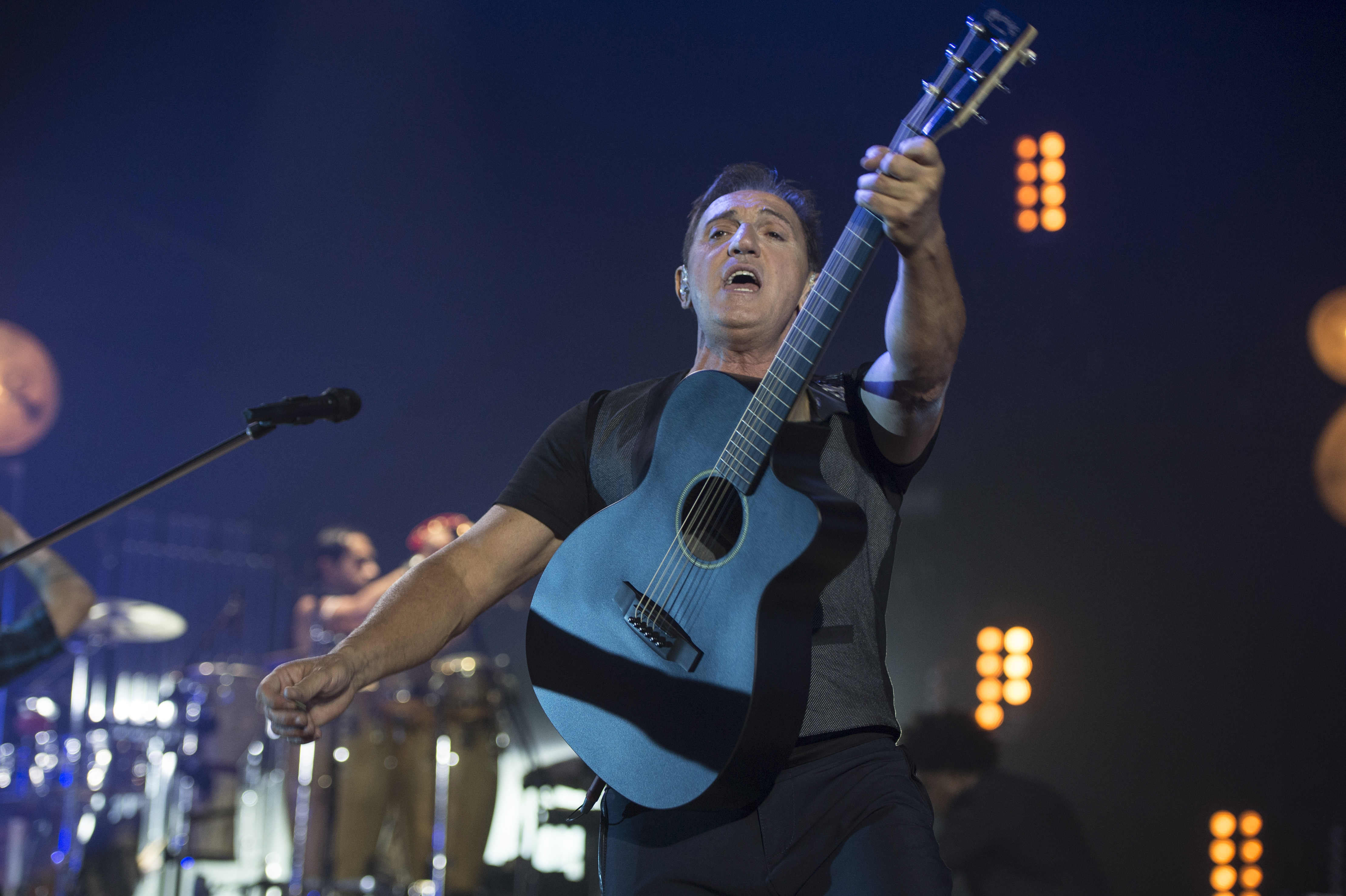
"Vuelve", escrita pelo cantor e compositor venezuelano Franco De Vita, foi lançada como o primeiro single do álbum e tornou-se a primeira música de Martin a alcançar o primeiro lugar na parada Billboard Hot Latin Songs.

A faixa-título foi lançada como o primeiro single do álbum em 26 de janeiro de 1998. Foi sua primeira música número um na parada Billboard Hot Latin Songs, nos Estados Unidos. A canção apareceu entre as cinco mais executadas na Guatemala, El Salvador e Panamá, e na parada de baladas do México. Alcançou o primeiro lugar na Costa Rica, El Salvador, Guatemala, Honduras, Nicarágua, Peru, e Venezuela. A faixa foi tema da novela mexicana Sin ti (1997).
"La Copa de la Vida" foi lançado como segundo single em 9 de março de 1998. A canção tornou-se um sucesso internacional, aparecendo nas paradas de mais de 60 países, e alcançando o primeiro lugar em 30 países, incluindo Austrália, Bélgica (Valônia), Costa Rica, El Salvador, França, Alemanha, Itália, Panamá, Espanha, Nicarágua, Sweden, Suécia, Suíça, Venezuela, além de liderar a parada europeia de singles Hot 100. Ele alcançou a posição número dois na Noruega, bem como na parada de baladas no México, e na parada Hot Latin Songs nos Estados Unidos. A música foi classificada como o melhor hino da Copa do Mundo de todos os tempos por várias publicações.
O terceiro single de Vuelve, "La Bomba", foi lançado em 16 de junho de 1998; alcançou o número cinco na Espanha, o número 27 na parada Hot Latin Songs, além de várias paradas na Europa e na Austrália.
O quarto single, "Perdido Sin Ti", foi lançado em 18 de agosto de 1998 e tornou-se o segundo número um de Martin na parada Hot Latin Songs. "Por Arriba, Por Abajo" foi o quinto single lançado, em 3 de novembro de 1998; alcançou o número 13 na Espanha e o número 33 na parada Hot Latin Songs.
O single final do álbum, "Casi un Bolero", foi lançado em 21 de dezembro de 1998. "Corazonado" foi lançado como single promocional nos Estados Unidos e alcançou a posição 20 na parada Hot Latin Songs. Os videoclipes foram filmados para "Vuelve", "La Copa de la Vida", "La Bomba", "Perdido Sin Ti" e "Por Arriba, Por Abajo".

## Marketing

### Lançamento
A Sony Music lançou Vuelve em Porto Rico em 12 de fevereiro de 1998, Martin estava presente no evento do lançamento. No mesmo, foi lançado nos Estados Unidos, em 24 de fevereiro na Espanha e no mês seguinte no restante da Europa e Sudeste Asiático. Para promovê-lo nos mercados asiáticos, a Sony Music Asia lançou um CD promocional contendo três versões de "María" e "The Cup of Life" (a versão em inglês de "La Copa de la Vida"). A Sony Music Japan o lançou em 25 de março de 1998, para coincidir com a campanha publicitária de Martin para a Suzuki.
A edição europeia inclui a versão de rádio em espanhol de "La Copa de la Vida", enquanto a australiana adiciona a edição de rádio de "María"; nenhuma das duas apresenta a versão instrumental de "Casi un Bolero". A versão japonesa inclui as três faixas acima mencionadas. Para o mercado asiático, o álbum inclui mais dois remixes de "La Copa de la Vida", além de um remix de "La Bomba", a versão em espanglês de "Casi un Bolero" e as canções gravadas anteriormente de Martin "Corazón", "Dónde Estarás" e "Te Extraño, Te Olvido, Te Amo". Martin anunciou Vuelve nos programas Siempre en Domingo, do México, e no Hey Hey It's Saturday, da Austrália.

### Performances ao vivo
Martin embarcou na turnê mundial Vuelve Tour; que teve shows na Ásia, Austrália, Europa, México, América do Sul e Estados Unidos. No dia seguinte ao lançamento do álbum, Martin realizou dois shows (em 13 e 14 de fevereiro de 1998) com ingressos esgotados no Hiram Bithorn Stadium (que possuía 30.000 lugares), em Porto Rico. Na América do Sul, ele apresentou-se na Argentina, Chile, Colômbia, Peru, e Venezuela. Seus shows na Venezuela e no Peru foram realizados como shows beneficentes, o primeiro como parte da campanha "Uma Venezuela sem drogas", e o último para a Fundação para Crianças do Peru. Martin também participou do segundo evento anual "Festival Presidente de Música Latino" na República Dominicana, em 26 de junho de 1997, onde teve o maior faturamento do evento. Na Ásia, ele excursionou pela Índia, China, Japão, Malásia e Cingapura. Um show foi planejado na Indonésia em maio do mesmo ano, mas foi cancelado por causa de distúrbios antigovernamentais. Nos Estados Unidos, ele apresentou-se no Miami Arena, em Miami, no Arrowhead Pond, em Los Angeles e no Madison Square Garden, em Nova York. Sua apresentação esgotada no Arrowhead Pond arrecadou mais de $ 446.805, e o colocou em 10º lugar na parada Boxscore em 7 de novembro de 1998. Por essa conquista, a promotora do show, a Nederlander Organization, presenteou Martin com o Prêmio Estrella del Pond. Seu show no Madison Square Garden arrecadou $ 632.180, ficando em segundo lugar na parada Boxscore, de 10 de novembro.
Uma banda de 14 integrantes acompanhou Martin durante sua turnê, que incluiu quatro backing vocals junto com percussão e seções de metais. O show de uma hora e 45 minutos consistia em 17 faixas com músicas uptempo e baladas do álbum Vuelve bem como de discos anteriores. Além da turnê, Martin cantou "The Cup of Life" ao vivo na final da Copa do Mundo FIFA de 1998, na França, no show do intervalo do jogo de futebol Dallas Cowboys-New England Patriots, no Estadio Azteca, na Cidade do México, e no Grammy Awards de 1999. John Lannert, da Billboard, criticou a apresentação de Martin em Porto Rico pelo número desigual entre canções de ritmo lento e dançante, bem como pelas pausas estranhas quando ele trocava de roupa fora do palco. O crítico do jornal Los Angeles Times, Ernesto Lechner, elogiou a forma com que Martin "apresentou seu material pop habilidoso e magistralmente composto" em seu show no Arrowhead Pond, mas observou que o cantor "poderia ter servido melhor a si mesmo e a seus fãs apresentando-se em um punhado de noites em um ambiente mais íntimo do que no Pond".

## Recepção crítica
| Críticas profissionais | Críticas profissionais |
| Avaliações da crítica  | Avaliações da crítica  |
| Fonte                  | Avaliação              |
| ---------------------- | ---------------------- |
| AllMusic               | [ 10 ]                 |
| Los Angeles Times      | [ 19 ]                 |
| Rolling Stone          | [ 90 ]                 |

A recepção dos críticos especializados em música foram em maioria favoráveis, com as faixas uptempo recebendo as reações mais positivas. Jose F. Promis do site AllMusic elogiou Martin sobre como o álbum equilibra ao mesmo tempo faixas de dança e baladas. Ele citou "La Copa de la Vida" como o principal destaque, mas preferiu a versão original do álbum à adaptação para o inglês. Ele também elogiou os outras das faixas dançantes. John Lannert, da revista Billboard, o comparou a A Medio Vivir como um "pacote de baladas românticas carnais e agridoces e números otimistas de encher o peito". Ele sentiu que as músicas uptempo tinham potencial para ser um sucesso. Vilma Maldonado, do The Monitor, definiu o disco como uma "história criativa" e sua produção como "perfeita" e mencionou que "La Copa de la Copa" é o que mais se destaca. Escrevendo para a revista Vista, Carmen Teresa Roiz descreveu o disco como uma metamorfose para Martin; ela o considerou como o ponto culminante de sua carreira musical em "todo o seu esplendor".
No San Antonio Express-News, Ramiro Burr comentou que Martin "se ateve cuidadosamente" após o sucesso de "Maria" pois Vuelve "continua na mesma veia festiva, mas com mais intensidade". Burr elogiou Porter por ser capaz de manter o "equilíbrio certo entre o lindo impulso R&B da trompa e os ritmos pop de alta energia" na produção e comentou que as baladas "servem apenas como pausas na dança". David Wild, da revista Rolling Stone, elogiou o "pop latino extremamente polido e contagiante que é imediatamente acessível até mesmo para tipos obstinados que falam inglês". A editora do Miami Herald, Leila Cobo, escreveu uma resenha positiva na qual chamou o álbum de uma "coleção de melodias dançantes intercaladas com baladas pop cativantes" e sentiu que os arranjos o fazem "superar a mesmice do pop latino frequentemente e fortemente sintetizado". Para o jornal The Dallas Morning News, Mario Tarradell elogiou o cantor por "mostrar um talento refrescante para a diversidade". Ele considerou as músicas dançantes "Lola, Lola", "La Bomba" e "Marcia Baila" como as melhores faixas do álbum.
Os críticos, no entanto, ficaram divididos sobre as baladas. Promis achou algumas delas esquecíveis, particularmente na segunda metade do disco. Maldonado achou o gancho na faixa-título "instantâneo e inesquecível", um sentimento compartilhado por Roiz, enquanto Cobo a criticou como uma das canções mais fracas do álbum e sentiu que seus refrãos eram "irritantes", pois ofuscavam a voz de Martin. A única reclamação de Burr sobre Vuelve foi a inclusão de "No Importa la Distancia", descrevendo-a como "melosa", algo que Tarradell também expressou como uma "dose indesejável de papa açucarada". Tarradell também opinou que as baladas "apareceram em excesso" e chamou a versão instrumental de "Casi un Bolero" de "exagero", embora tenha elogiado "Vuelve" e "Perdido Sin Ti". Lechner, do Los Angeles Times, elogiou a habilidade vocal de Martin ao "lidar com baladas e melodias agitadas" e citou que a faixa-título faria o álbum "provavelmente sobreviver ao teste do tempo". Além disso, ele admirou "Hagamos el Amor" por seu "uso astuto das passagens orquestrais, entrega apaixonada e um clima geral que pertence apenas a um álbum de um artista real", apesar de reconhecer o título da música. Richard Torres do jornal Newsday, escreveu uma crítica positiva, na qual foi mais receptivo às baladas. Ele elogiou o "falsete comovente" de Martin em "Corazonado", a "doçura" de "Perdido Sin Ti" e a "intensidade gospel" na faixa-título.

### Premiações
No 10º Prêmio Anual Lo Nuestro, em 1998, Vuelve recebeu uma indicação para Álbum Pop do Ano, mas perdeu para Me Estoy Enamorando de Alejandro Fernández. No 41º Grammy Awards, em 1999, Martin ganhou o prêmio Grammy Award para Melhor Álbum Pop Latino por Vuelve. No Billboard Latin Music Awards de 1999, ganhou o Álbum Pop do Ano por um Artista Masculino, e El Premio de la Gente para Artista Pop Masculino ou Grupo e Álbum do Ano no Ritmo Latino Music Awards, no mesmo ano. Em 2015, o álbum foi listado entre os 50 álbuns latinos essenciais da Billboard dos 50 últimos anos. Um editor opinou: "Batidas pop e dance nunca soaram tão bem".

## Desempenho comercial
Nos Estados Unidos, Vuelve estreou no topo da Billboard Top Latin Albums na semana de 28 de fevereiro de 1998, sucedendo Me Estoy Enamorando. O álbum passou 26 semanas nessa mesma posição. Lannert, da revista Billboard creditou seu sucesso nas vendas do fim de semana do Dia dos Namorados. Na Billboard 200 dos EUA, estreou no número 81. Um ano após seu lançamento, as vendas aumentaram após a apresentação de Martin de "La Copa de la Vida" no Grammy Awards. O álbum terminou 1998 como o segundo álbum latino mais vendido (depois de Me Estoy Enamorando), e o disco latino mais vendido no ano seguinte nos Estados Unidos. Sua interpretação, junto com a antecipação do primeiro álbum em inglês de Martin, ajudou o primeiro a chegar ao número 40 na Billboard 200. De acordo com a Nielsen SoundScan, Vuelve vendeu mais de 888.000 cópias nos Estados Unidos, tornando-se o décimo álbum latino mais vendido no país até outubro de 2017. Foi certificado como platina pela Recording Industry Association of America (RIAA) por ter mais de 1.000.000 de unidades distribuídas. No Canadá, alcançou o número três na parada da revista RPM e o número 11 nas paradas de álbuns canadenses; foi certificado como platina dupla por 200.000 cópias distribuídas no país. Mais de 1,5 milhão de cópias do álbum foram vendidas na América Latina. Vuelve foi certificado com platina tripla na Argentina e no México, e platina nos respectivos países: Peru e Uruguai.
Vuelve estreou no topo da parada de álbuns da Espanha na edição de 4 de março de 1998. Foi certificado seis vezes platina pelos Productores de Música de España (PROMUSICAE), por mais de 600.000 cópias vendidas no país. O álbum também alcançou o primeiro lugar na parada de álbuns de Portugal, e recebeu a certificação de platina da Associação Fonográfica Portuguesa (AFP) denotando vendas de mais de 40.000 cópias no território. Vuelve estreou no número 34 na parada de álbuns norueguesa. Em sua quinta semana na parada, alcançou o primeiro lugar e permaneceu no topo por três semanas consecutivas. Tornou-se o primeiro álbum número um de Martin na Noruega, e foi certificado ouro pela Federação Internacional da Indústria Fonográfica (IFPI) Noruega por vender mais de 25.000 cópias no país. Na Suécia, estreou no número 29 em 10 de abril de 1998. Depois de aparecer na parada por 17 semanas, em 31 de julho de 1998, atingiu seu pico no número dois. O álbum foi certificado como platina pela Associação Sueca da Indústria Fonográfica (GLF), denotando vendas de mais de 80.000 cópias.  Recebeu uma certificação de platina da IFPI, significando vendas de 1.000.000 de cópias na Europa, e até 2006, mais de 2,1 milhões de cópias foram vendidas na região.
No sudeste da Ásia, foi certificado como disco de ouro em Cingapura e platina na Indonésia, Taiwan e Tailândia. Na Malásia, o disco alcançou o número três na parada de álbuns, enquanto alcançou a posição 19 no Oricon Albums Chart do Japão e foi certificado ouro em ambos os países. Na Turquia, foi certificado como disco de platina sêxtuplo pelas vendas de 180.000 cópias, tornando-se o álbum mais vendido no país por um artista solo internacional. Vuelve vendeu mais de um milhão de cópias na Ásia e vendeu mais de seis milhões de cópias em todo o mundo até 2008.

## Lista de faixas
Todas as faixas por K.C. Porter, Luis Gómez Escolar e Robi Draco Rosa, exceto onde anotado.
| N.º            | Título                                      | Compositor(es)                                                    | Duração |  |
| 1.             | "Por Arriba, Por Abajo"                     | César Lemos · Karla Aponte · Robi Draco Rosa · Luis Gómez Escolar | 3:08    |  |
| 2.             | "Vuelve"                                    | Franco De Vita                                                    | 5:09    |  |
| 3.             | "Lola, Lola"                                | K. C. Porter · Robi Draco Rosa · Luis Gómez Escolar               |         |  |
| 4.             | "Casi Un Bolero"                            | K. C. Porter · Robi Draco Rosa · Luis Gómez Escolar               | 4:40    |  |
| 5.             | "Corazonado"                                | K. C. Porter · Robi Draco Rosa · Luis Gómez Escolar               | 5:00    |  |
| 6.             | "La Bomba"                                  | K. C. Porter · Robi Draco Rosa · Luis Gómez Escolar               | 4:34    |  |
| 7.             | "Hagamos El Amor"                           | Robi Draco Rosa · Luis Gómez Escolar                              | 3:11    |  |
| 8.             | "La Copa de la Vida"                        | Desmond Child · Robi Draco Rosa · Luis Gómez Escolar              | 4:28    |  |
| 9.             | "Perdido Sin Tí"                            | K. C. Porter · Robi Draco Rosa · Luis Gómez Escolar               | 4:11    |  |
| 10.            | "Así Es La Vida"                            | Luis Gómez Escolar · Marco Flores                                 | 4:00    |  |
| 11.            | "Marcia Baila"                              | Chichin Ringer · Fred Chichin · Luis Gómez Escolar                | 3:59    |  |
| 12.            | "No Importa La Distancia" (Go The Distance) | Alan Menken · David Zippel · Javier Portón · Renato López         | 4:55    |  |
| 13.            | "Gracias Por Pensar En Mí" (A Vía Láctea)   | Renato Russo · Ricky Martin                                       | 5:51    |  |
| 14.            | "Casi Un Bolero"                            | K. C. Porter · Robi Draco Rosa · Luis Gómez Escolar               | 4:40    |  |
| Duração total: | Duração total:                              | Duração total:                                                    | 62:10   |  |

## Tabelas
| Tabela musical(1998)                  | Melhor posição |
| ------------------------------------- | -------------- |
| Austrália (ARIA)                      | 2              |
| Áustria (Ö3 Austria Top 40)           | 22             |
| Bélgica (Ultratop Flandres)           | 37             |
| Bélgica (Ultratop Valônia)            | 22             |
| Canadá (Billboard)                    | 11             |
| Países Baixos (Dutch Charts)          | 41             |
| European Albums (Top 100)             | 4              |
| Finlândia (Suomen virallinen lista)   | 7              |
| França (SNEP)                         | 23             |
| Alemanha (Offizielle Deutsche Charts) | 15             |
| Hungria (MAHASZ)                      | 3              |
| Italian Albums (Musica e dischi/FIMI) | 4              |
| Japanese Albums (Oricon)              | 19             |
| Malaysian Albums (RIM)                | 3              |
| Noruega (VG-lista)                    | 1              |
| Portuguese Albums (AFP)               | 1              |
| Spanish Albums (PROMUSICAE)           | 1              |
| Suécia (Sverigetopplistan)            | 2              |
| Suíça (Schweizer Hitparade)           | 4              |
| Estados Unidos (Billboard 200)        | 40             |
| Estados Unidos (Top Latin Albums)     | 1              |
| Estados Unidos (Latin Pop Albums)     | 1              |

| Tabela musical (1998)                     | Posição |
| ----------------------------------------- | ------- |
| Australian Albums (ARIA)                  | 26      |
| Belgian Albums (Ultratop Wallonia)        | 91      |
| German Albums (Offizielle Top 100)        | 78      |
| Norwegian Summer Period Albums (VG-lista) | 5       |
| Spanish Albums (PROMUSICAE)               | 4       |
| Swiss Albums (Schweizer Hitparade)        | 14      |
| US Top Latin Albums (Billboard)           | 2       |
| US Latin Pop Albums (Billboard)           | 2       |

| Tabela musical (1999)           | Posição |
| ------------------------------- | ------- |
| Canada Top Albums/CDs (RPM)     | 34      |
| US Top Latin Albums (Billboard) | 1       |
| US Latin Pop Albums (Billboard) | 1       |

| Tabela musical (2000)                            | Posição |
| ------------------------------------------------ | ------- |
| Finnish Foreign Albums (Suomen virallinen lista) | 69      |

| Tabela musical (2018)           | Posição |
| ------------------------------- | ------- |
| US Top Latin Albums (Billboard) | 5       |

## Certificações e vendas
| Região                                                                                             | Certificação | Vendas    |
| -------------------------------------------------------------------------------------------------- | ------------ | --------- |
| Alemanha (BVMI)                                                                                    | —            | 150,000   |
| Argentina (CAPIF)                                                                                  | 3× Platina   | 180,000^  |
| Austrália (ARIA)                                                                                   | 2× Platina   | 140,000^  |
| Brasil (Pro-Música Brasil)                                                                         | Ouro         | 128,000"  |
| Canadá (Music Canada)                                                                              | 2× Platina   | 200,000^  |
| Espanha (PROMUSICAE)                                                                               | 6× Platina   | 630,000   |
| Estados Unidos (RIAA)                                                                              | Platina      | 888,000   |
| Finlândia (IFPI Finlândia)                                                                         | Ouro         | 31,595    |
| França (SNEP)                                                                                      | Ouro         | 100,000*  |
| Indonésia                                                                                          | Platina      | —         |
| Itália (FIMI)                                                                                      | —            | 300,000   |
| Japão (RIAJ)                                                                                       | Ouro         | 204,000   |
| Malásia                                                                                            | Ouro         | —         |
| México (AMPROFON)                                                                                  | 3× Platina   | 750,000^  |
| Noruega (IFPI Noruega)                                                                             | Ouro         | 25,000*   |
| Peru                                                                                               | Platina      | 10,000    |
| Polônia (ZPAV)                                                                                     | Ouro         | 50,000*   |
| Portugal (AFP)                                                                                     | Platina      | 40,000^   |
| Singapura                                                                                          | Ouro         | 7,500     |
| Suécia (GLF)                                                                                       | Platina      | 120,000   |
| Suíça (IFPI Suíça)                                                                                 | Platina      | 50,000^   |
| Taiwan                                                                                             | Platina      | 200,000   |
| Tailândia                                                                                          | 6× Platina   | 180,000   |
| Uruguai (CUD)                                                                                      | Platina      | 6,000^    |
| Resumos                                                                                            |              |           |
| Ásia                                                                                               | —            | 1,000,000 |
| Europa (IFPI)                                                                                      | Platina      | 2,100,000 |
| Mundo                                                                                              | —            | 6,000,000 |
| *números de vendas baseados somente na certificação ^distribuições baseadas apenas na certificação |              |           |